# زبان اشاره تبتی
زبان اشاره تبتی زبان اشاره‌ای است که توسط ناشنوایان و کم شنوایان در تبت چین استفاده می‌شود.